# De Speuldries
De Speuldries is een speeltuin in de Sint-Jozefparochie, een wijk van de kern Deurne in de gemeente Deurne. De speeltuin, die decennialang een belangrijke bestemming voor schoolreisjes was voor scholen in de hele regio Peelland, is gelegen achter het gemeenschapshuis Hofke van Marijke, de voormalige woning van DAF-oprichter Hub van Doorne.
De speeltuin aan de Rembrandt van Rijnstraat, de vroegere Marijkeweg, werd in 1954 opgericht en is in de regio een begrip. Enkele malen zijn er grootschalige vernieuwingen uitgevoerd. Zo werd in 1999 door architect Jan Meindertsma van Bureau Speelmij een speellandschap gecreëerd met huisjes, bruggetjes en heuveltjes.
De Speuldries is georganiseerd als vereniging. Inkomsten worden verkregen in de vorm van een subsidie van de gemeente en door middel van een jaarlijkse collecte, de zogenaamde ijsbeeractie. Hierbij komen kinderen langs de deuren, verkleed als ijsbeer.
De naam van de speeltuin is afgeleid uit speul- (speel in het dialect) en -dries (extensief gebruikt agrarisch land).